# Anthony Straker
Anthony Othneal Straker (ur. 23 września 1988 w Londynie) – piłkarz grenadyjski grający na pozycji pomocnika. Od 2007 roku gra w klubie Aldershot Town.

## Kariera klubowa
Straker urodził się w Londynie, w rodzinie pochodzenia barbadosko-grenadyjskiego. Karierę piłkarską Straker w klubie Crystal Palace. Grał w nim w drużynie juniorów, a w 2007 roku odszedł do grającego w Conference National, Aldershot Town, w którym stał się podstawowym zawodnikiem. W 2008 roku wygrał z nim rozgrywki ligowe oraz zdobył Puchar Ligi Conference. W 2010 roku był wypożyczony do występującego w Football League Two, Wycombe Wanderers, w którym zagrał czterokrotnie. W 2011 roku wrócił do Aldershot Town.

## Kariera reprezentacyjna
W reprezentacji Grenady Straker zadebiutował 27 maja 2011 roku w zremisowanym 2:2 towarzyskim meczu z Antiguą i Barbudą. W 2011 roku został powołany do kadry na Złoty Puchar CONCACAF 2011.
W swojej karierze Straker rozegrał też 2 mecze w reprezentacji Anglii U-18.